# A Cherry Cherry Christmas
A Cherry Cherry Christmas es el tercer álbum con temática navideña del cantautor estadounidense Neil Diamond, publicado el 13 de octubre de 2009 por Columbia Records.

## Lista de canciones
1. «Cherry Cherry Christmas» - 3:31
2. «Sleigh Ride» - 2:44
3. «Have Yourself a Merry Little Christmas» - 4:46
4. «White Christmas» - 3:23
5. «Christmas Dream» - 5:50
6. «The Christmas Song» - 3:34
7. «Deck the Halls/We Wish You a Merry Christmas» - 1:44
8. «Jingle Bell Rock» - 1:53
9. «You Make it Feel Like Christmas» - 3:39
10. «Winter Wonderland» - 2:46
11. «Joy to the World» - 2:42
12. «Amazing Grace» - 3:45
13. «Meditations on a Winter» - 0:55
14. «The Chanukah Song» - 3:54